# Johan Frans van Bemmelen

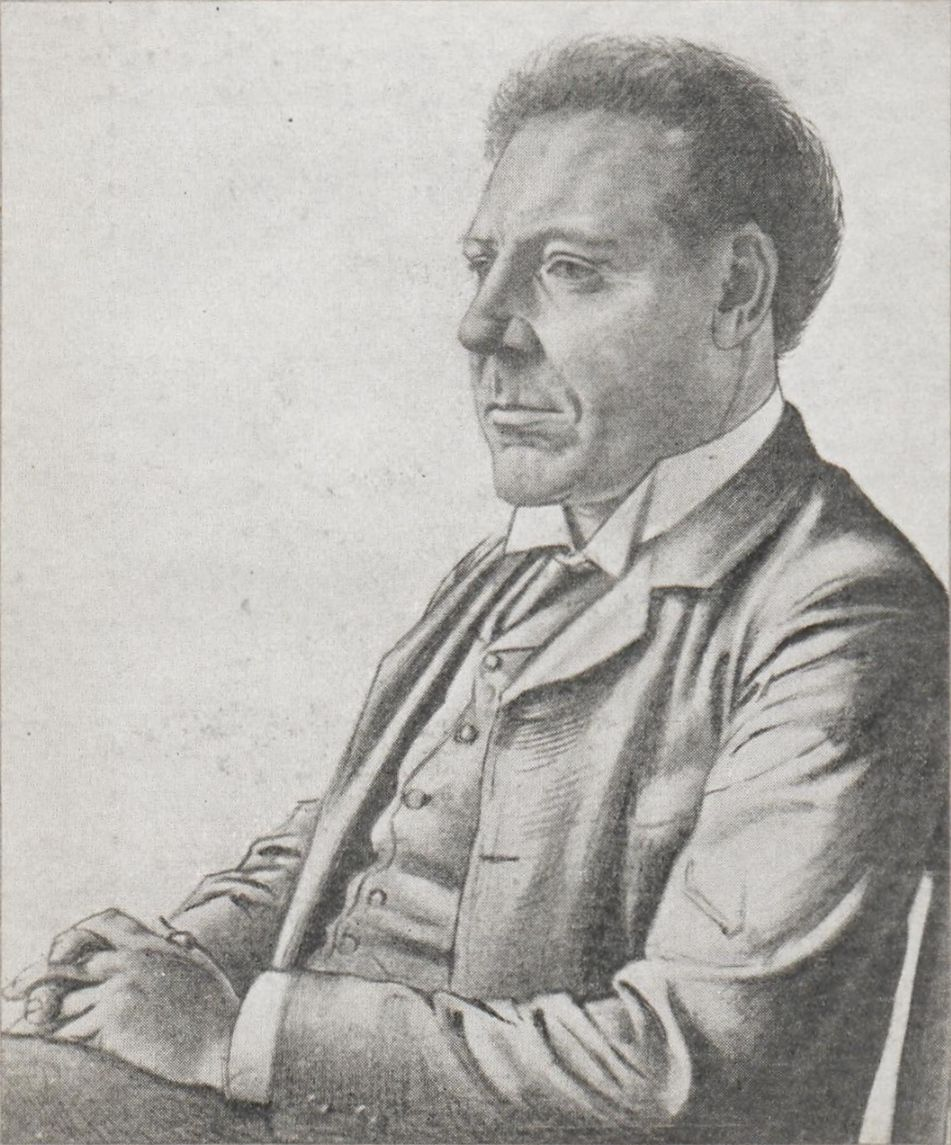
Prof. dr. J.F. van Bemmelen, 1907

Johan Frans van Bemmelen (* 26. Dezember 1859 in Groningen; † 6. August 1956 in Leiden) war ein niederländischer Paläontologe und Zoologe.

## Leben
Johann Frans war Sohn des Chemikers Jacob Maarten van Bemmelen und dessen Frau Maria Boeke (* 28. Juni 1833 in Amsterdam; † 28. September 1905 in Leiden). Anfänglich hatte er die Höhere Bürgerschule in Arnhem besucht und frequentierte, nach dem Wechsel seines Vaters nach Leiden, das städtische Gymnasium in Leiden und die höhere Bürgerschule daselbst. Am 19. November 1875 immatrikulierte er sich an der Universität Leiden, wo er ein naturwissenschaftliches Studium absolvierte. Nachdem er dort am 30. März 1882 unter Christiaan Karel Hoffmann mit dem Thema Over de bouw der schelpen van brachiopoden en chitonen (deutsch: Über den Bau der Schalen der Armfüßer und der Untergattung der Käferschnecken Chitonen) zum Doktor der Botanik und Zoologie promoviert wurde, wurde er im selben Jahr Assessor am zoologischen Labor in Utrecht.
Ab 1882 setzte er seine Studien an der Universität Jena, 1884 an der zoologischen Station in Neapel und 1885 an der Universität Heidelberg fort. 1888 wurde er Lehrer der plastischen Anatomie an der Reichsnormalschule für Zeichenunterricht in Amsterdam, 1890 führte ihn eine wissenschaftliche Reise nach Niederländisch-Indien, wo er ab 1891 als Dozent für Naturgeschichte am Gymnasium Willem III im Jakartaer Stadtteil Meester Cornelis wirkte. 1894 kehrte er in die Niederlande zurück, wo er eine Stelle als Lehrer am Gymnasium im Den Haager Ortsteil Westeinde fand.
1895 habilitierte er sich als Privatdozent an der Universität Utrecht und wurde 1906 außerordentlicher Professor für Paläontologie an der Technischen Hochschule Delft.
1907 berief man  ihn zum Professor der Zoologie, der vergleichenden Anatomie und Physiologie an die Universität Groningen. Dieses Amt trat er am 4. Mai 1907 mit der Einführungsrede Verdwenen dieren (deutsch: Verlorene Tiere) an. Im akademischen Jahr 1918/19 beteiligte er sich als Rektor der Groninger Alma Mater an den organisatorischen Aufgaben der Hochschule, wozu er am 15. September 1919 die Rektoratsrede Hedendaagsche dieren (deutsch: Heutige Tiere) hielt.
1930 wurde er emeritiert, wobei er am 17. Mai 1930 seine Abschiedsrede Toekomstige dieren (deutsch: Zukünftige Tiere) hielt. Nach seiner Emeritierung wurde van Bemmelen Direktor des niederländischen Bio-Genealogischen Instituts in Leiden. Seine wissenschaftlichen Verdienste wurden 1915 anerkannt, als er Mitglied der königlich niederländischen Akademie der Wissenschaften wurde und man ihm zum Ritter des Ordens vom niederländischen Löwen ernannte.

## Familie
Van Bemmelen verheiratete sich am 8. Juli 1897 in Den Haag mit Adriana Jacoba Paulus (* 27. Juni 1873 in Den Haag; † 19. März 1945 in Leiden). Die Tochter des Jozias Paulus und der Berendina Wiebler. Aus der Ehe stammen ein Sohn und zwei Töchter. Von den Kindern kennt man:
- Jacob Maarten van Bemmelen (Jurist)
- Maria van Bemmelen (* 18. April 1901 in Den Haag;) verh. 22. September 1921 in Groningen mit dem Archäologen Adolf Maria Mahr
- Josine Berendina (Jozien) van Bemmelen (* 30. März 1905 in Den Haag) verh. 10. November 1924 in Groningen mit Julius Alexander Rudolf Hans Antonius (* um 1898 in Wien/Österreich; † um 1945), lebte in Österreich und hatte zwei Töchtern das Leben geschenkt

## Werke (Auswahl)
- Over den bouw der schelpen van Brachiopoden en Chitonen. 1882
- Anatomie und Histologie der Brachiopoden. 1883
- Zur Anatomie der Chitonen. 1884
- Die Halsgegend der Reptiliën. 1888
- Erfelijkheid van verworven eigenschappen. 1890
- Dwars door Sumatra. 1895
- Schädelbau von Dermochelys Coriacea. 1897
- Schädelbau von Monotremen. 1901
- Unterschied Hasen- und Kaninchenschädel. Leiden 1908
- Ergebnisse meiner Untersuchungen über die Farbenzeichnung der Insekten. Leiden 1930
- Afstamming en erfelijkheid en de kwartierstaat. Naarden 1940